# Municipio de Carolina
El municipio de Carolina (en inglés: Carolina Township) es un municipio ubicado en el  condado de Pitt en el estado estadounidense de Carolina del Norte. En el año 2010 tenía una población de 2.070 habitantes.

## Geografía
El municipio de Carolina se encuentra ubicado en las coordenadas 35°43′1.58″N 77°15′17.87″O / 35.7171056, -77.2549639.